# Lado Fumić

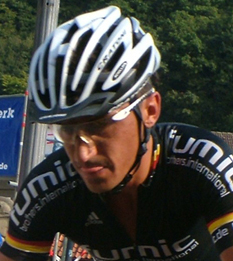
Lado Fumić 2006 beim Finale der MTB-Bundesliga in Bad Salzdetfurth 2006

Lado Fumić (* 20. Mai 1976 in Kirchheim unter Teck) ist ein ehemaliger deutscher Radrennfahrer in den Mountainbike-Disziplinen Cross Country XCO und Marathon XCM. Er ist der ältere Bruder von Manuel Fumić.
Erste internationale Platzierungen erreichte Fumić im Jahr 1999 mit einem sechsten Platz bei der Europameisterschaft und dem 15. Rang bei den Weltmeisterschaften in Åre. Mit einigen vorderen Platzierungen bei Weltcuprennen und dem fünften Platz bei den Olympischen Spielen im Cross-Country-Wettbewerb gelang ihm 2000 der Durchbruch in der Eliteklasse.
In den folgenden Jahren konnte er unter anderem sieben Titel bei nationalen Meisterschaften, vier Podiumsplätze bei Europameisterschaften und kontinuierlich vordere Platzierungen in Weltcuprennen erzielen.
Beide Fumić-Brüder fuhren für das von ihnen gegründete Radsportteam fumic.brothers.international, nachdem sich T-Mobile aus dem Mountainbike-Sponsoring zurückgezogen hat.

## Wichtigste Erfolge
- Deutsche Meisterschaft Cross-Country (XCO) 2000, 2001, 2002, 2003, 2004, 2005
- Deutsche Meisterschaft Marathon (XCM) 2005
- Europameisterschaft 2002 und 2004
- Europameisterschaft 2001 und 2003
- MTB Bundesliga Gesamtklassement 2006